# Tønsberg Gressbane
Het Tønsberg Gressbane is een multifunctioneel stadion in Tønsberg, een stad in Noorwegen. 
In het stadion ligt een kunstgrasveld van 105 bij 68 meter. Het wordt vooral gebruikt voor voetbalwedstrijden, de voetbalclubs Tønsberg FK en FK Tønsberg maken gebruik van dit stadion. In het stadion is plaats voor 5500 toeschouwers. 3500 plaatsen zijn zitplekken. Het stadion werd geopend in 1937. 
Het stadion werd na een renovatie op 16 mei 2003 weer heropend. Voor de herbouw werden er meer mensen toegelaten tot het stadion. Zo is het recordaantal 16.000 toeschouwers bij een wedstrijden van Eik Tønsberg tegen Fredrikstad in 1958.